# Niamh Kavanagh
Niamh Kavanagh (født 13. februar 1968) er en irsk sangerinde, der blev kendt i Europa, da hun vandt Eurovision Song Contest 1993 med sangen "In Your Eyes". Dette var Irlands femte sejr i alt og anden sejr i træk.
I Eurovision Song Contest 2010 forsøgte hun at gentage successen fra 1993, hvilket dog ikke gik lige så godt.
| Deltagelser i Eurovision Song Contest |        |                |       |       |
| År                                    | Land   | Sang           | Plads | Point |
| 1993                                  | Irland | "In Your Eyes" | 1     | 187   |
| 2010                                  | Irland | "It's for You" | 23    | 25    |

## Diskografi

### Albums
- Flying Blind (1995) – Arista
- Together Alone (with Gerry Carney) (1998) – Random Records

### Singles
| År   | Sang                                         | Højeste hitlisteplacering | Højeste hitlisteplacering | Højeste hitlisteplacering | Højeste hitlisteplacering |
| År   | Sang                                         | IRE                       | GER                       | NL                        | UK                        |
| ---- | -------------------------------------------- | ------------------------- | ------------------------- | ------------------------- | ------------------------- |
| 1993 | "In Your Eyes"                               | 1                         | 87                        | 42                        | 24                        |
| 1994 | "Red Roses for Me" (featuring The Dubliners) | 13                        | —                         | —                         | —                         |
| 1995 | "Flying Blind"                               | —                         | —                         | —                         | —                         |
| 1995 | "Romeo's Twin"                               | —                         | —                         | —                         | —                         |
| 1998 | "Sometimes Love"                             | —                         | —                         | —                         | —                         |
| 2010 | "It's for You"                               | 8                         | —                         | —                         | —                         |
| 2011 | "A Fool for You No More"                     | —                         | —                         | —                         | —                         |

### Gæsteoptrædener
- The Commitments Soundtrack – Niamh synger "Destination Anywhere" og "Do Right Woman, Do Right Man"
- The Commitments, Vol. 2 – Niamh optræder med "Nowhere to Run" og baggrundsvokal på syv andre numre
- Mick Hanly – Live at the Meeting Place – Niamh optræder på nummeret "Heart of Hearts"
- Secret Garden – Inside I'm Singing – Niamh optræder på nummeret "Simply You"